# Dione Regio
La Dione Regio è una struttura geologica della superficie di Venere.